# Norbert Zeidler

Norbert Zeidler (links) bei der Verkündigung des OB-Wahlergebnisses (2012)

Norbert Zeidler (* 14. Mai 1967 in Ellwangen) ist ein deutscher Kommunalpolitiker und seit dem 7. Januar 2013 der Oberbürgermeister von Biberach an der Riß.

## Leben
Nach dem Abitur 1986 am Peutinger-Gymnasium in Ellwangen an der Jagst absolvierte er in den Jahren 1987/1988 seinen Militärdienst bei der Sportfördergruppe der Bundeswehr in Böblingen. Danach folgte von 1988 bis 1991 ein Studium zum gehobenen Verwaltungsdienst mit dem Abschluss Diplom-Verwaltungswirt (FH). Seine erste Anstellung fand Zeidler von 1991 bis 1995 als Referent des Oberbürgermeisters der Stadt Ellwangen (Jagst), Bürgerbeauftragter und Sportbeauftragter. Im Anschluss war er bis 1998 Pressereferent an der Landesvertretung Baden-Württemberg beim Bund in Berlin und dort persönlicher Referent von Gustav Wabro (CDU), MdL.
Zeidler ist verheiratet und hat zwei Kinder.

## Politische Tätigkeit
Von 1999 bis 2012 war er Bürgermeister der Gemeinde Remshalden. Er erhielt bei seiner ersten Wahl 60,8 % der Wählerstimmen im ersten Wahlgang. Bei seiner Wiederwahl wurde er bei einer Wahlbeteiligung von 40,45 % mit 98,8 % der Wählerstimmen gewählt. In seine Amtszeit fiel die Planung eines neuen Rathauses der Gemeinde, das 2011 in Geradstetten an der Hauptstraße eröffnet wurde.
Am 30. September 2012 wählten ihn die Bürger von Biberach an der Riß im ersten Wahlgang mit 70,3 % der Wählerstimmen bei einer Wahlbeteiligung von 48,9 % zum Oberbürgermeister. Am 18. Oktober 2020 wurde er im ersten Wahlgang mit 92,8 % der Wählerstimmen für eine zweite Amtszeit wiedergewählt.

## Ehrenämter
- Vorstandsmitglied der Hugo-Rupf-Stiftung in Heidenheim/Brenz
- Mitglied im Regionalbeirat Biberach der EnBW Regional GmbH
- Mitglied der Verbandsversammlung des Abwasserzweckverbandes Riß
- Stellvertreter des ordentlichen Mitglieds für die Gruppe der öffentlichen Körperschaften des Verwaltungsausschusses der Agentur für Arbeit Ulm
- Mitglied im Regionalverband Donau-Iller
- Mitglied im Stiftungsrat der Stiftung der Gesellschaft für Heimatpflege e. V.
- 2. Vorstand im Trägerverein der Biberacher Filmfestspiele (satzungsgemäß; er wird vertreten durch einen Mitarbeiter des Kulturamts)
- Beteiligungsbeirat der OBs und BMs kommunaler Versorgungsunternehmen mit EnBW-Beteiligung
- Mitglied des Beirats der Bruno-Frey-Stiftung für kulturelle und soziale Zwecke i. G., Biberach
- Verwaltungsratsvorsitzender der Wielandstiftung
- Vorsitzender des DRK-Ortsverein Biberach